# OGLE-TR-111
OGLE-TR-111はりゅうこつ座の方向に約3,300光年の距離にある恒星である。17等級と暗い星であり、りゅうこつ座V759星という変光星名も付与されている。
| 太陽 | OGLE-TR-111 |
| ---- | ----------- |
| 太陽 | Exoplanet   |

## 惑星系
2002年、 OGLE計画によって、この恒星から来る光が4日ごとに周期的にわずかに暗くなっていることが検出された。これは惑星程度の大きさの天体が恒星の前面を通過していることを示していた。しかし天体の質量が測定されていなかったため、これが真の太陽系外惑星か低質量の褐色矮星や赤色矮星なのか分からなかった。2004年に視線速度が測定されたことで、恒星の周囲を公転する天体の質量が推定され、この天体が真の惑星であることが明らかとなった。
この惑星は恒星の近傍を公転しているホットジュピターだと考えられている。質量は木星の半分程度で、地球と太陽の距離の1/20程度の公転軌道を公転している。
2005年、この惑星以外の天体による通過が観測されたことが発表された。OGLE-TR-111cと名付けられたこの天体も太陽系外惑星の可能性があると考えられている。この天体が惑星であることを確定するにはさらに多くのデータが必要であるが、惑星であることが確定されると、OGLE-TR-111は複数の惑星が表面を通過する初めての恒星となる。
| 名称 （恒星に近い順） | 質量         | 軌道長半径 （天文単位） | 公転周期 (日)        | 軌道離心率 | 軌道傾斜角      | 半径             |
| --------------------- | ------------ | ----------------------- | -------------------- | ---------- | --------------- | ---------------- |
| b                     | 0.52 MJ      | 0.0473 +0.0015 −0.0014  | 4.014463 ± 1.0 ×10−6 | 0          | 88.3 +0.3 −0.2° | 1.019 ± 0.026 RJ |
| c（未確定）           | 0.7 ± 0.2 MJ | 0.12 ± 0.01             | 16.0644 ± 0.0050     | 0          | 88 - 89°        | 0.85 ± 0.15 RJ   |